# Let Me Blow Ya Mind
"Let Me Blow Ya Mind" là một bài hát của rapper người Mỹ Eve hợp tác với nghệ sĩ thu âm người Mỹ Gwen Stefani nằm trong album phòng thu thứ hai của Eve, Scorpion (2001). Nó được phát hành như là đĩa đơn thứ hai trích từ album vào ngày 15 tháng 5 năm 2001 bởi Ruff Ryders Entertainment và Interscope Records. "Let Me Blow Ya Mind" được viết lời và sản xuất bởi Eve, Dr. Dre, Mike Elizondo, Scott Storch và Stevie J, trong khi phần sản xuất được đảm nhiệm bởi Dre và Storch. Bài hát là sự kết hợp giữa nhiều thể loại nhạc như pop-rap, R&B và funk, trong đó nội dung lời bài hát đề cập đến việc khuyến khích những người phụ nữ không để bản thân phụ thuộc vào những nguyên tắc thông thường của cuộc sống.
Sau khi phát hành, "Let Me Blow Ya Mind" nhận được những phản ứng tích cực từ các nhà phê bình âm nhạc, trong đó họ đánh giá cao nội dung lời bài hát, quá trình sản xuất của nó cũng như màn thể hiện của Eve lẫn Stefani. Bài hát còn gặt hái nhiều giải thưởng và đề cử tại những lễ trao giải lớn, bao gồm chiến thắng một giải Grammy cho Hợp tác Rap/hát xuất sắc nhất tại lễ trao giải thường niên lần thứ 44, trở thành bài hát đầu tiên chiến thắng ở hạng mục. "Let Me Blow Ya Mind" cũng đạt được những thành công vượt trội về mặt thương mại, đứng đầu các bảng xếp hạng ở Bỉ, Ireland, Na Uy và Thụy Sĩ, và lọt vào top 10 ở hầu hết những quốc gia nó xuất hiện, bao gồm vươn đến top 5 ở nhiều thị trường lớn như Úc, Đan Mạch, Đức, Hà Lan và Vương quốc Anh. Tại Hoa Kỳ, bài hát đạt vị trí thứ hai trên bảng xếp hạng Billboard Hot 100, trở thành đĩa đơn thứ hai của Eve và đầu tiên của Stefani (dưới tư cách nghệ sĩ hát đơn) vươn đến top 10 tại đây.
Video ca nhạc cho "Let Me Blow Ya Mind" được đạo diễn bởi Philip Atwell, trong đó Eve và Stefani hóa thân những cô gái dẫn đầu một nhóm bạn và đến một bữa tiệc của những người giàu có để quậy phá, trước khi tất cả bị bắt. Nó đã nhận được nhiều lượt yêu cầu phát sóng liên tục trên những kênh truyền hình âm nhạc như BET, MTV và VH1, và gặt hái ba đề cử tại giải Video âm nhạc của MTV năm 2001 cho Video xuất sắc nhất của nữ ca sĩ, Video Hip-Hop xuất sắc nhất và Bình chọn của khán giả, và chiến thắng giải đầu tiên. Để quảng bá bài hát, hai nữ nghệ sĩ đã trình diễn "Let Me Blow Ya Mind" trên nhiều chương trình truyền hình và lễ trao giải lớn, bao gồm Saturday Night Live, Top of the Pops, và giải Sự lựa chọn của Giới trẻ năm 2001. Được ghi nhận là một trong những bài hát trứ danh trong sự nghiệp của Eve, nó đã xuất hiện trong một số tác phẩm điện ảnh và truyền hình, như Friends và Scary Movie 2, cũng như đánh dấu sự hợp tác đầu tiên giữa cô và Stefani, trước khi cả hai tái hợp cho đĩa đơn năm 2004 của Stefani "Rich Girl".

## Danh sách bài hát
Đĩa CD tại châu Âu
1. "Let Me Blow Ya Mind" (hợp tác với Gwen Stefani) – 3:51
2. "Got It All" (hợp tác với Jadakiss) – 3:47

Đĩa CD #2 tại Anh quốc
1. "Let Me Blow Ya Mind" (hợp tác với Gwen Stefani) – 3:51
2. "Who's That Girl? (Akhenaton phối lại) - 4:00
3. "Gotta Man" - 4:26
4. "Let Me Blow Ya Mind" (hợp tác với Gwen Stefani) (video ca nhạc) - 4:06

Đĩa CD #2 tại Anh quốc
1. "Let Me Blow Ya Mind" (hợp tác với Gwen Stefani) – 3:51
2. "Got It All" (hợp tác với Jadakiss) – 3:47
3. "Who's That Girl? (Akhenaton phối lại) - 4:00
4. "Let Me Blow Ya Mind" (hợp tác với Gwen Stefani) (video ca nhạc) - 4:06

## Xếp hạng
| Bảng xếp hạng (2000-01)                  | Vị trí cao nhất |
| ---------------------------------------- | --------------- |
| Úc (ARIA)                                | 4               |
| Áo (Ö3 Austria Top 40)                   | 6               |
| Bỉ (Ultratop 50 Flanders)                | 1               |
| Bỉ (Ultratop 50 Wallonia)                | 1               |
| Đan Mạch (Tracklisten)                   | 3               |
| Châu Âu (European Hot 100 Singles)       | 1               |
| Phần Lan (Suomen virallinen lista)       | 19              |
| Pháp (SNEP)                              | 15              |
| Đức (Official German Charts)             | 5               |
| Ireland (IRMA)                           | 1               |
| Ý (FIMI)                                 | 17              |
| Hà Lan (Dutch Top 40)                    | 2               |
| Hà Lan (Single Top 100)                  | 2               |
| New Zealand (Recorded Music NZ)          | 7               |
| Na Uy (VG-lista)                         | 1               |
| Thụy Điển (Sverigetopplistan)            | 6               |
| Thụy Sĩ (Schweizer Hitparade)            | 1               |
| Anh Quốc (OCC)                           | 4               |
| Hoa Kỳ Billboard Hot 100                 | 2               |
| Hoa Kỳ Hot R&B/Hip-Hop Songs (Billboard) | 6               |
| Hoa Kỳ Pop Airplay (Billboard)           | 1               |

| Bảng xếp hạng (2001)                 | Vị trí |
| ------------------------------------ | ------ |
| Australia (ARIA)                     | 24     |
| Austria (Ö3 Austria Top 75)          | 68     |
| Belgium (Ultratop 50 Flanders)       | 18     |
| Belgium (Ultratop 50 Wallonia)       | 15     |
| Europe (European Hot 100 Singles)    | 19     |
| France (SNEP)                        | 93     |
| Germany (Official German Charts)     | 69     |
| Italy (FIMI)                         | 68     |
| Netherlands (Dutch Top 40)           | 11     |
| Netherlands (Single Top 100)         | 17     |
| New Zealand (Recorded Music NZ)      | 32     |
| Norway Autumn Period (VG-lista)      | 5      |
| Sweden (Sverigetopplistan)           | 56     |
| Switzerland (Schweizer Hitparade)    | 6      |
| UK Singles (Official Charts Company) | 45     |
| US Billboard Hot 100                 | 7      |
| US Hot R&B/Hip-Hop Songs (Billboard) | 29     |

| Bảng xếp hạng (2000-09)      | Vị trí |
| ---------------------------- | ------ |
| Netherlands (Single Top 100) | 89     |
| US Billboard Hot 100         | 95     |

## Chứng nhận
| Quốc gia                                                                           | Chứng nhận | Số đơn vị/doanh số chứng nhận |
| ---------------------------------------------------------------------------------- | ---------- | ----------------------------- |
| Úc (ARIA)                                                                          | Bạch kim   | 70.000^                       |
| Bỉ (BEA)                                                                           | Bạch kim   | 15.000*                       |
| Pháp (SNEP)                                                                        | Vàng       | 250.000*                      |
| New Zealand (RMNZ)                                                                 | Vàng       | 5.000*                        |
| Na Uy (IFPI)                                                                       | Bạch kim   | 0*                            |
| Thụy Điển (GLF)                                                                    | Vàng       | 20.000^                       |
| Thụy Sĩ (IFPI)                                                                     | Vàng       | 15.000^                       |
| Anh Quốc (BPI)                                                                     | Vàng       | 400.000‡                      |
| * Chứng nhận dựa theo doanh số tiêu thụ. ^ Chứng nhận dựa theo doanh số nhập hàng. |            |                               |